# Wieliczna (Mazovie)
Pour les articles homonymes, voir Wieliczna.
Wieliczna (prononciation : [vjɛˈlit͡ʂna]) est un village polonais situé dans la gmina de Stoczek dans le powiat de Węgrów et en voïvodie de Mazovie dans le centre-est de la Pologne.
Ce village se trouve à environ 7 kilomètres à l'ouest de Stoczek, 22 kilomètres au nord-ouest de Węgrów (chef-lieu du powiat) et à 67 kilomètres au nord-est de Varsovie (capitale de la Pologne).
De 1975 à 1998, le village appartenait administrativement à la voïvodie de Siedlce.
Le village a une population de 223 habitants en 2008